# マーシャル諸島沖航空戦
マーシャル諸島沖航空戦（マーシャルしょとうおきこうくうせん）は、第二次世界大戦（大東亜戦争）中の1943年12月5日にアメリカ海軍機動部隊がマーシャル諸島の日本軍基地に対して攻撃を行い、日本海軍航空隊が応戦したことで発生した戦闘。

## 背景
タラワの戦いおよびマキンの戦いの援護任務を終えたアメリカ第50任務部隊（チャールズ・A・パウナル少将）は、日本海軍基地航空部隊による反撃（ギルバート諸島沖航空戦）をも軽微な損害でしのぎ切り、引き続きギルバート諸島西方を遊弋していた。第50任務部隊には、次に予定されるマーシャル諸島の攻略作戦の事前攻撃として、マーシャル諸島の日本軍基地にさらなる打撃を与える任務が命じられた。この時点では、マーシャル諸島に関する航空写真すらなかった状態であったので、態勢が整うまではギルバート諸島からの空襲とともに、マーシャル諸島の日本軍に打撃を与えうる少ない手段の一つであった。12月1日、パウナル少将は航空偵察の結果に基づき、第50任務部隊の第1群（第50.1任務群）と第3群（第50.3任務群）を率いてクェゼリン環礁およびウォッジェ環礁を攻撃するようにとの命令を受ける。計画では、2日間に渡って空襲を行うことになっていた。
一方、日本側は、ブーゲンビル島沖航空戦とギルバート諸島沖航空戦でアメリカ機動部隊を壊滅させたと信じており、アメリカ軍の反攻作戦は相当に遅れると楽観視していた。マーシャル諸島方面の警戒態勢も解かれ、各地から集まっていた基地航空部隊には元の場所への復帰が命じられていた。航空隊の総指揮を執る内南洋方面航空部隊指揮官は、第二十二航空戦隊が再建のためテニアン島へと転進するのに伴い、第二十二航空戦隊司令官の吉良俊一少将から、第二十四航空戦隊司令官の山田道行少将に交代していた。12月に入ってからのマーシャル方面への空襲といえば、12月1日にマロエラップ環礁に大型機10機、翌2日にミリ環礁に大型機9機が来襲して投弾したのが最大であった。

## 経過

### アメリカ軍の奇襲
攻撃命令を受領した12月1日、第50任務部隊は洋上給油を行った後西進し、途中でクェゼリン環礁の方角に進路を変え、12月5日未明にはロンゲラップ環礁の東南東洋上、ルオットの北北東116海里の地点に到達して合計386機に及ぶ攻撃隊を発進させ、東方に針路を変えてその帰還を待った。クェゼリン環礁の外には潜水艦「シール」 (USS Seal, SS-183) が待機して、脱出艦船があれば攻撃することになっていた。
当時、クェゼリン環礁にはミリ環礁への輸送任務を終えたばかりの軽巡洋艦「長良」と給糧艦「杵埼」や特設艦船が、ルオットには「五十鈴」が在泊していた。4時55分、ルオットの警戒レーダーが攻撃隊の接近を探知。既述のように日本軍にとって予想外の事態であり、レーダーの探知により比較的早く迎撃態勢に移ることができたものの、通信上の不手際により迎撃のタイミングがわずかに遅れた。それでも日本軍はルオット基地の第二八一航空隊の戦闘機27機と、第三艦隊が地上派遣していた戦闘機26機により迎撃した。アメリカ軍側も日本軍の迎撃が素早かったことを記録している。これらはアメリカ軍攻撃隊との空中戦で9機撃墜を報じたが、16機が撃墜され、3機が大破した。さらに離陸が間に合わなかった戦闘機10機が地上で炎上して陸上攻撃機10機も被弾、エビジェの水上偵察機17機も破壊された。攻撃隊の損害は5機のみであった。
攻撃隊は「エセックス」および「レキシントン」の組と「エンタープライズ」および「ヨークタウン」の組に分かれ、前者はルオット、後者はクェゼリンを攻撃し、その他はエビジェに向かった。ルオットでは「五十鈴」が三度の爆撃により右舷後部に直撃弾3発を受け、スクリュー4本のうち3本が折損して使用不能となった。その他、ルオットにおいて特設運送船「建武丸」（拿捕船、6,816トン）が沈没した。クェゼリンに在泊中だった「長良」は、輸送のためルオットに向かいつつあったところを攻撃され、至近弾によって一番魚雷発射管に残っていた魚雷が誘爆して戦死48名、重軽傷者112名を出す被害となった。その他、特設駆潜艇「第七拓南丸」（日本海洋漁業統制、342トン）、特設給炭油船「朝風丸」（山下汽船、6,517トン）など5隻の特設艦船が沈没し、「杵埼」や特設工作艦「山霜丸」（山下汽船、6,776トン）などが損傷した。「長良」と「五十鈴」は「山霜丸」による応急修理を受けた後、トラック諸島に下がっていった。

### 日本軍の反撃

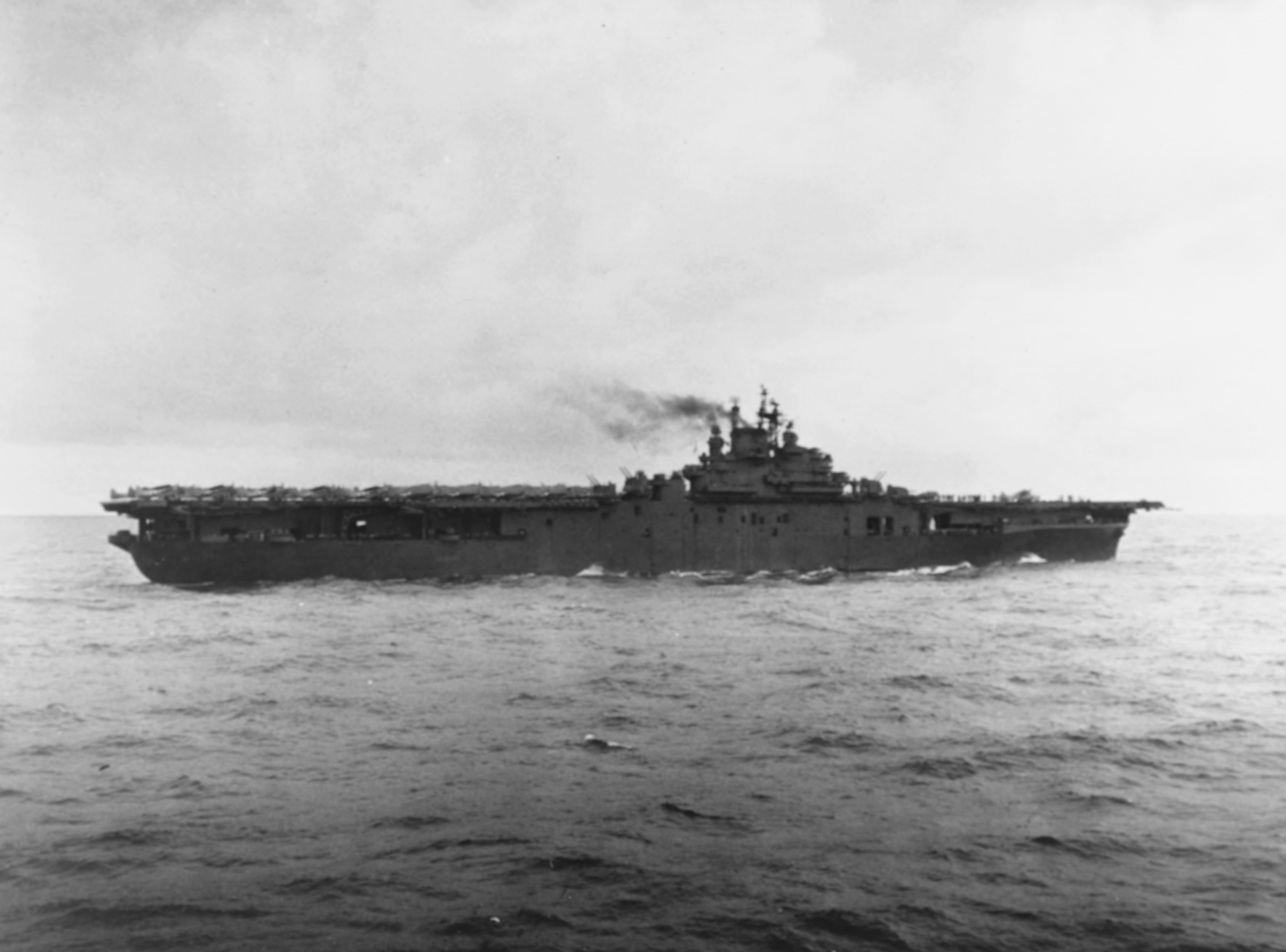
ギルバート諸島沖で作戦中の空母「レキシントン」。日本軍機の反撃で損傷する。

日本側の索敵機はルオット、ウォッジェ、マロエラップから索敵機を発進させ第50任務部隊を捜し求め、7時ごろにルオットからの索敵機がルオットの45度170海里の地点で第50任務部隊を発見する。これより先の6時30分、第531航空隊の「天山」6機（松崎三男大尉）がウォッジェを発進し、マロエラップで魚雷を装備の上7時40分から8時30分にかけて第50任務部隊攻撃へと向かったが、9時40分以降消息が途絶えた。
パウナル少将は正午から第二次攻撃を行う予定であったが、搭乗員の疲労と日本軍の反撃を警戒して、「ヨークタウン」からのウォッジェ攻撃隊29機を発進させた後、避退行動に移った。夕刻17時10分、第752航空隊の索敵機はビカール環礁近海で第50任務部隊を発見。16時20分にマロエラップを発進して敵影を捜し求めた、野中五郎少佐を指揮官とする一式陸上攻撃機9機は、18時ごろに第50任務部隊を発見して攻撃に移り、空母と巡洋艦各1隻撃沈、空母1隻撃破の戦果を報じた。2機が損傷したが、全機帰還した。一方、エニウェトク環礁からルオットに進出予定だった第753航空隊の一式陸攻8機も午後になってルオットに到着して間もなく攻撃に向かい、20時30分頃に第50任務部隊を発見して攻撃を行い、空母1隻と巡洋艦2隻の撃沈を報じた。日本側は、2機が未帰還となった。
アメリカ側の記録では、空母「レキシントン」が魚雷1本を艦尾に受けて中破したほか、軽巡「モービル」は自艦の高角砲によって機銃座を誤射し、駆逐艦「テイラー」も軽巡「オークランド」に誤射されて損傷した。第50任務部隊は12月9日、真珠湾に帰投した。

### 戦闘後
アメリカ軍は、反撃を受けて作戦を途中で打ち切らなければならなかったものの、日本軍に甚大な損害を与えることに成功した。日本軍のマーシャル方面の航空部隊は、ギルバート諸島沖航空戦の損害に加えて、さらなる消耗を強いられる結果となった。船舶の損失も大きなものだった。日本軍は中型空母1隻撃沈、大型空母1隻撃破の戦果をあげたと判断し、これをマーシャル沖航空戦として大本営発表を行った。ブーゲンビル島沖航空戦、ギルバート諸島沖航空戦に続く航空戦の「大戦果」であったが、アメリカ軍の記録によれば既述のように主な損害は大型空母1隻撃破にとどまっていた。
第50任務部隊は、帰途についたマーシャル攻撃部隊から一部の兵力を割いて第50.8任務群（ウィリス・A・リー少将）を編成し、11月11日から続いた一連の戦闘航海の最後として、12月9日にナウルをも攻撃した。ナウルはギルバート諸島をめぐる戦いにおいて、第5艦隊をしばしば空襲した航空機の基地と考えられていた。第50.8任務群は生鮮品が暑さで腐って不平を述べる者が出てくるなど状況は決してよいとはいえなかったものの、空襲に加えて艦砲射撃が行われた。ここでも日本軍の基地、飛行場およびグアノ加工施設に大きな打撃を与えた。駆逐艦「ボイド」 (USS Boyd, DD-544) は撃墜された味方パイロットを救助するため隊列から離れて海岸に向かい、救助には成功したものの沿岸砲台の反撃で損傷した。そのほか、アメリカ側に大きな損害は無かった。第50.8任務群は12月12日、エファテ島に帰投した。

## 影響
この戦闘の影響でチャールズ・A・パウナル少将は更迭されることとなった。8月6日に高速空母任務部隊指揮官に任命されて以降、南鳥島、ウェーク島、ギルバート諸島、そしてマーシャル諸島に対する攻撃を、軽微な損害こそあったものの成功させた。ところが、指揮下の艦艇の艦長クラスからパウナル少将の指揮ぶりに対する不満が続出し、「南鳥島攻撃では反撃の恐れがなかったにもかかわらず、パイロット救助任務を潜水艦に丸投げして即座に避退した」、「タラワ攻撃では、再攻撃すべきとの進言を退けて避退した」、「機動部隊を率いる事を後悔した発言をした」という批判が出た。
パウナル少将を指揮官に選定したのは太平洋艦隊司令長官チェスター・ニミッツ大将であり、パイロット出身の提督に関する知識をあまり持っていなかった第5艦隊司令長官レイモンド・スプルーアンス中将のために、「経験の深い海軍航空部隊出身」の人物として選定されたものであった。スプルーアンス中将は間接的に聞くパウナル少将の戦いぶりには満足しており、第50.8任務群を率いてナウルを攻撃したリー少将も「戦闘機の用法は完璧であった」とスプルーアンス中将に良い報告している。しかし、艦長連中からの報告が太平洋艦隊司令部および、パイロット出身の提督の信望厚く政治的な動きも派手だった太平洋航空部隊指揮官ジャック・タワーズ中将の下に達する。12月5日のクェゼリン攻撃でのパウナル少将の戦術があまりにも慎重すぎたと感じたタワーズ中将は、ニミッツ大将にパウナル少将更迭を進言。これを受け12月末、ニミッツ大将はタワーズ中将、太平洋艦隊参謀長チャールズ・マクモリス少将、太平洋艦隊作戦参謀フォレスト・シャーマン少将と協議を行った結果、スプルーアンス中将には何も知らせることなくパウナル少将を更迭し、後任にマーク・ミッチャー少将を据えることに決定した。この人事は、スプルーアンス中将にとっては不満しか残らない決定でもあった。1942年のミッドウェー海戦での行き違いから、この当時はミッチャー少将によい心象がなく、また、この更迭劇はタワーズ中将の一種の陰謀の類であるとみなしていた。その後、パウナル少将は太平洋艦隊次席指揮官となったタワーズ中将の後任として太平洋航空部隊指揮官となり、マーシャル諸島をめぐる戦いやトラック島空襲でスプルーアンス中将を補佐したあとペンサコーラの訓練航空部隊指揮官に転じている。

## 参加兵力
アメリカ
第50任務部隊の兵力
- 第50.1任務群（パウナル少将直率）
  - 空母：「ヨークタウン」、「レキシントン」
  - 軽空母：「カウペンス」
  - 重巡洋艦：「ボルチモア」、「サンフランシスコ」、「ニューオーリンズ」、「ミネアポリス」
  - 軽巡洋艦；「オークランド」
  - 駆逐艦：「ニコラス」、「テイラー」、「ラ・ヴァレット」、「バラード」、「キッド」、「チョウンシー」

- 第50.3任務群（アルフレッド・E・モントゴメリー少将）
  - 空母：「エセックス」、「エンタープライズ」
  - 軽空母：「ベロー・ウッド」
  - 重巡洋艦：「ポートランド」
  - 軽巡洋艦：「モービル」、「サンタフェ」、「サンフアン」、「サンディエゴ」
  - 駆逐艦：「フレッチャー」、「ラドフォード」、「ジェンキンス」、「エルベン」、「ヘイル」